# Mut gegen rechte Gewalt

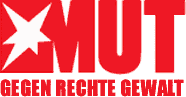
Logo der Aktion „Mut gegen rechte Gewalt“

Mut gegen rechte Gewalt ist eine im August 2000, im Vorfeld des NPD-Verbotsverfahrens (2001–2003), gestartete Werbeaktion des Magazins Stern zum Einsammeln von Spendengeldern zugunsten der Amadeu Antonio Stiftung.
Mit den gespendeten 1,4 Mio. Euro wurden etwa 140 Initiativen gegen Rechtsextremismus unterstützt. Eine Redaktion betreibt seit 2002 ein Web-Portal, eine Partnerwebsite von netz-gegen-nazis. Sie informiert, nach eigenen Angaben, über Rechtsextremismus in Deutschland, zeigt Reaktionen der Gesellschaft und berichtet über Projekte und Initiativen gegen Rechtsextremismus und für Demokratie. Die dazugehörende Webseite will „mutige Menschen und gelungene Projekte vorstellen“ und soll zu mehr Zivilcourage ermutigen sowie Hilfe gegen den Rechtsextremismus leisten. Es gibt eine Chronik flüchtlingsfeindlicher Vorfälle.
2013 wurden Projekte mit einer Spenden- und Fördersumme von insgesamt 38.000 Euro gefördert. Unter den Projekten sind zum einen überregional bekannte, wie die Aussteigerinitiative Exit Deutschland, zum anderen viele lokale Initiativen, die sich vor Ort gegen Rechtsextremismus engagieren, beispielsweise Rock gegen Rechts Stralsund.
2007 wurde die Website mit dem Alternativen Medienpreis ausgezeichnet.